# Asyryjski Kościół Wschodu w Indiach

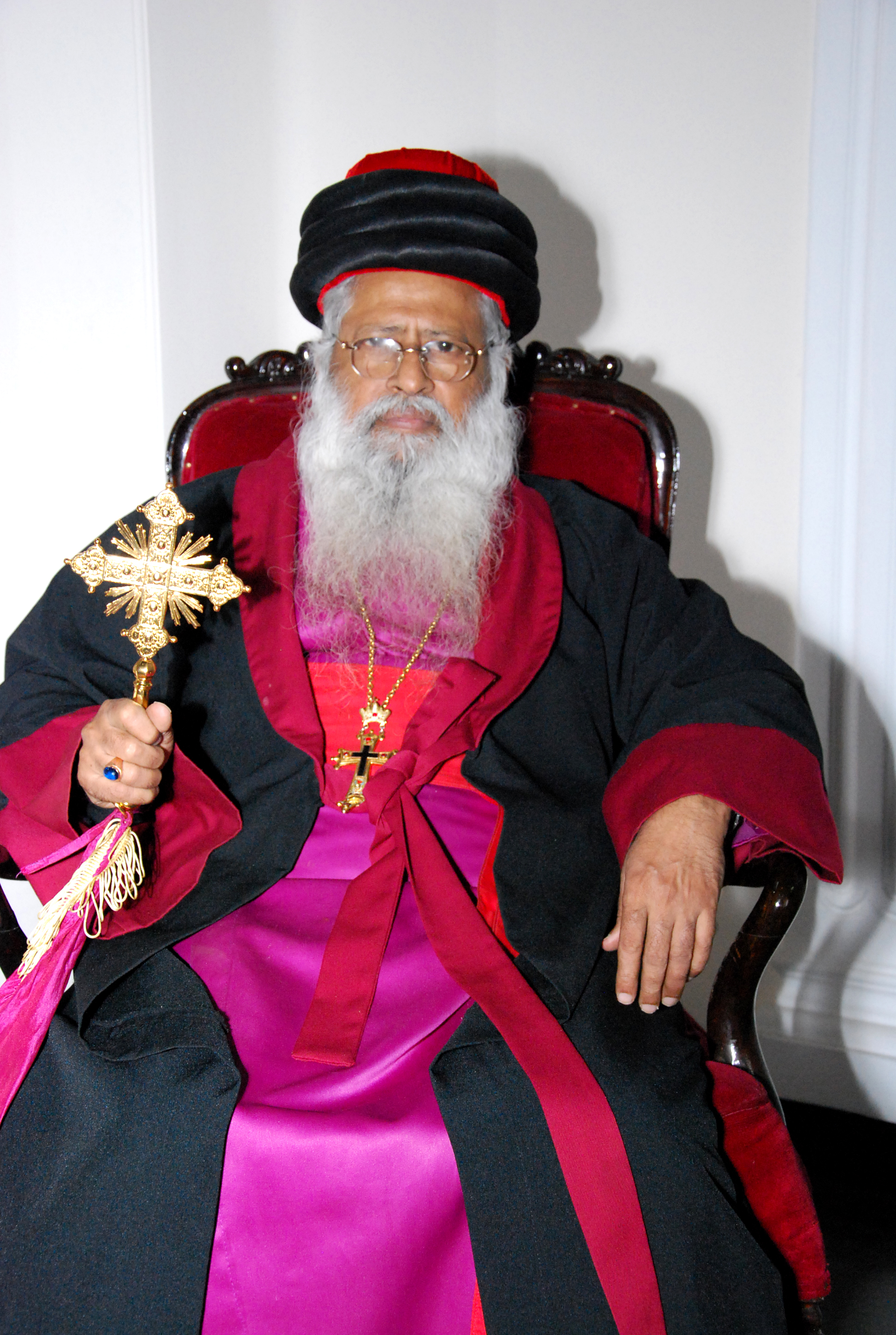
Mar Aprem Mooken, obecny zwierzchnik Kościoła

Asyryjski Kościół Wschodu w Indiach – lokalny metropolitalny Kościół arcybiskupi w Indiach, podlegający patriarsze asyryjskiemu i będący częścią Asyryjskiego Kościoła Wschodu.

## Nazwa
Asyryjski Kościół Wschodu w Indiach jest bardziej znany pod nazwą Chaldejski Asyryjski Kościół Wschodu, choć na Bliskim i Środkowym Wschodzie przymiotnik "chaldejski" tradycyjnie odnosi się do asyryjskiego Kościoła unickiego. 

## Struktura
Głową Asyryjskiego Kościoła Wschodu jest katolikos patriarcha asyryjski Gewargis III. Kościołem w Indiach w jego imieniu kieruje metropolita Mar Aprem rezydujący w Kerali, zaś delegatem patriarchy jest Mar Timotheus. Wikariuszami metropolity są biskupi Mar Yohannan Yoseph i Mar Awgin Kuriakose. Metropolicie podlega około 30 tysięcy wiernych, kilkudziesięciu księży i diakonów stałych. Językami liturgicznymi są: asyryjski i malajalam. Główną świątynią Kościoła jest katedra Mart Mariam w Thrissur.

## Historia
Podobnie jak i inne Kościoły funkcjonujące w Indiach, także i ten korzeniami sięga czasów św. Tomasza Apostoła. Obecny kształt zawdzięcza zjednoczeniu z Kościołem chaldejskim, założonym przez Mar Toma, Mar Barthelomeu, Mar Addaia i Mar Mariego, będących apostołami i uczniami Jezusa z grupy siedemdziesięciu. Kościół prowadził w przeszłości energiczną akcję misyjną i posiadał liczne diecezje od Mezopotamii na zachodzie, po Chiny, a nawet Japonię na wschodzie. Hierarchowie owego Kościoła w IV wieku przyjęli naukę nestoriańską i odłączyli się od Kościoła powszechnego.
Kościół zjednoczył się z Kościołem Asyryjskim w XIX wieku, po oddzieleniu od Kościoła syromalabarskiego w wyniku tzw. schizmy Eliasza Mellusa.